# Haliterses
Haliterses (en grec antic Ἁλιθέρσης) és un endeví d'Ítaca, fill de Mastor, del qual ens en parla Homer a l'Odissea. El presenta com un ancià expert en la ciència dels ocells i en trobar solucions a través de la interpretació dels seus signes, i el fa amic de Mèntor i d'Odisseu.
Quan Odisseu estava a punt d'arribar a Ítaca en la seva tornada de la Guerra de Troia, es va produir a l'illa un prodigi: dues àligues, quan van arribar al mig de l'àgora, van començar a girar sobre els caps dels homes. Després van atacar-se l'una a l'altra, i es van destrossar els colls i els caps. Van marxar volant i es van perdre de vista. Tothom va quedar espantat sense saber què pensar. Haliterses es va dirigir als habitants d'Ítaca per explicar el significat del signe que havien indicat els ocells. Anava dirigit als pretendents de Penèlope, i anunciava un càstig proper. Després els va recordar l'anunci del retorn d'Odisseu. Un dels pretendents, Eurímac, es va mostrar escèptic davant d'aquest anunci i es va riure de l'endeví.
Haliterses va fer una segona profecia segons l'Odissea. Cap al final del llibre, una vegada morts els pretendents i durant els funerals, va tenir lloc un intent de revolta per part dels familiars dels pretendents, i els va dissuadir del projecte augurant greus mals si la lluita es produïa.